# ソーヴァリアント
ソーヴァリアント（欧字名:So Valiant、2018年2月28日 - ）は、日本の競走馬。主な勝ち鞍は2021年・2022年のチャレンジカップ連覇。
馬名の由来は、英語で「とても勇敢」。

## デビュー前
2018年2月28日、北海道千歳市の社台ファームで誕生。姉マジックキャッスルや兄ソーグリッタリングと同じく一口馬主法人社台レースホースから総額2800万円（一口70万円×40口）で募集された。その後、美浦トレーニングセンターの大竹正博厩舎に入厩した。

## 戦績
本項の出典は、特記なき限りnetkeiba.comによる。

### 2歳 (2020年)
10月11日の東京競馬場芝2000mで行われた新馬戦で、戸崎圭太を鞍上にデビュー。3番人気に支持され、直線後方から追い込むもレインフロムヘヴンの3着に敗れた。次走として11月7日新馬戦と同条件の未勝利戦に出走。単勝オッズ1.7倍の圧倒的1番人気に支持され、1位入線を果たすもレース後に禁止薬物であるカフェインが検出され失格となった。ソーヴァリアントは失格となり、1着賞金は没収。2着以下が繰り上がるという措置が取られることになった（レースが確定しているため、払戻金に変更はない）。また、この件に関して管理する大竹正博調教師は翌年に処分を受けることとなった。

### 3歳 (2021年)
約2ヶ月の休養を挟み年明け初戦として中山競馬場芝2200mで行われた未勝利戦に1番人気で出走。直線で一度先頭に立つも外からグローリアスサルムに差し切られクビ差の2着となった。中1週で臨んだ同条件の未勝利戦では道中2番手を進み、直線手前で先頭に立つと後続を突き放して勝利し、初勝利を手にした。
3月7日の弥生賞ディープインパクト記念にて大野拓弥騎乗で重賞初出走。10頭立ての8番人気ながらタイトルホルダーから0.5秒差の4着となった。
その後は再び約3ヶ月の休養を挟み6月19日の利尻特別に出走。単勝オッズ1.3倍の1番人気に支持され、レースでは2着サトノハンターに6馬身差を付ける圧勝で2勝目を手にした。その後前述の禁止薬物検出の処分の為本馬を含む56頭が手塚貴久厩舎へ一時転厩した。次いで出走した8月15日の藻岩山特別でも後続を3.1/2馬身離す快勝で2連勝とした。その後管理調教師の調教停止期間満了に伴い手塚厩舎から大竹厩舎へ再転厩し、9月20日には再び戸崎圭太の騎乗でセントライト記念で2度目の重賞挑戦。2番人気に支持され、直線残り200m付近で前を捉え抜け出すも、追い込んできたアサマノイタズラに交わされ2着に敗れた。その後は菊花賞への出走は見送られ、12月4日のチャレンジカップへ出走。クリストフ・ルメール騎乗で道中は2番手を進むと直線で楽に抜け出し、ヒートオンビートに3.1/2馬身差を付け勝利。重賞初制覇を圧勝で飾った。

### 4歳 (2022年)
その後、チャレンジカップ勝利によって優先出走権を得ていたサウジアラビアで開催されるネオムターフカップを回避し、2月27日の中山記念への出走を予定していると馬主の社台レースホースより発表されたが、2月9日に右第3中足骨を骨折しており、手術が行われたことが発表された。全治6か月と見込まれている。
9月25日のオールカマーで約9か月ぶりにレースに復帰。道中は5番手を追走していたが、直線で急失速し優勝したジェラルディーナから12秒近く離される最下位13着に大敗した。その後の検査でレース中に心房細動を発症していたことが分かった。その後再び休養し、復帰戦となった12月3日のチャレンジカップは道中4番手追走から直線で一気に抜け出し優勝。1970年・71年のケイサンタ、2009年・10年のキャプテントゥーレ以来となる同レース連覇を達成した。

### 5歳（2023年）
5歳初戦となった2月26日の中山記念は1番人気に推されたが、直線で伸びず9着に沈んだ。続く鳴尾記念でも1番人気に推され、道中2番手追走も直線で失速して12着と大敗を喫する。8月20日の札幌記念では4番人気と評価を下げるも中団追走から直線でしぶとく脚を伸ばして3着と好走する。秋に入り、初のマイル戦をなった富士ステークスでは中団のやや後ろから追い込んで3着に入るも、11月19日のマイルチャンピオンシップでは道中3番手でレースを進めたが直線では全く伸びず12着に沈んだ。

### 6歳（2024年）
2月25日の中山記念では中団のやや後ろでレースを進め、4コーナーでポジションを上げるも直線で伸び切れず12着と大敗する。4月21日のマイラーズカップでは中団から懸命に追い上げたが5着となり、続く5月11日の京王杯スプリングカップは好位の5番手を追走するも直線で伸びを欠いて7着と精彩を欠いた。レース後の5月31日、宮城県の山元トレーニングセンターの坂路で調整後の上がり運動時に左前肢の歩様に乱れが生じたため、牧場の獣医師の診察、検査を受けた結果、左前肢第一趾骨の骨折が判明し、患部をボルトで固定する必要があるとの診断が出たため、北海道苫小牧市の社台ホースクリニックへ移動し、6月3日に患部をボルトで固定する手術を受けた。その後の獣医師の診断では、骨折が複雑なもので今後競走馬としてのトレーニングを再開できるかが不透明な状況であり、調教によって患部に負荷がかかることで固定した箇所が再度広がる可能性も考えられることから、競走能力喪失とされた。これを受け6月5日、社台サラブレッドクラブにより現役引退が発表、6月7日付で競走馬登録を抹消された。引退後は社台ファームで乗馬として供用される。

## 競走戦績
以下の内容は、netkeiba.comの情報に基づく。
| 競走日     | 競馬場 | 競走名             | 格   | 距離（馬場）  | 頭 数 | 枠 番 | 馬 番 | オッズ （人気） | 着順 | タイム （上がり3F） | 着差  | 騎手        | 斤量 [kg] | 1着馬（2着馬）         | 馬体重 [kg] | 備考       |
| ---------- | ------ | ------------------ | ---- | ------------- | ----- | ----- | ----- | --------------- | ---- | ------------------- | ----- | ----------- | --------- | ---------------------- | ----------- | ---------- |
| 2020.10.11 | 東京   | 2歳新馬            |      | 芝2000m（稍） | 16    | 2     | 4     | 007.60（3人）   | 03着 | R2:04:9（34.2）     | -0.4  | 0戸崎圭太   | 55        | レインフロムヘヴン     | 494         |            |
| 0000.11.07 | 東京   | 2歳未勝利          |      | 芝2000m（良） | 10    | 3     | 3     | 001.70（1人）   | 失格 | R2:02:1（34.9）     | -     | 0戸崎圭太   | 55        | セルジュ               | 494         | [ 注釈 1 ] |
| 2021.01.10 | 中山   | 2歳未勝利          |      | 芝2200m（良） | 16    | 2     | 4     | 001.70（1人）   | 02着 | R2:17:0（34.9）     | -0.1  | 0戸崎圭太   | 56        | グローリアスサルム     | 504         |            |
| 0000.01.24 | 中山   | 2歳未勝利          |      | 芝2200m（不） | 16    | 4     | 7     | 002.30（1人）   | 01着 | R2:21:8（37.8）     | -0.3  | 0戸崎圭太   | 56        | （アルビージャ）       | 500         |            |
| 0000.03.07 | 中山   | 弥生賞ディープ記念 | GII  | 芝2000m（良） | 10    | 7     | 8     | 041.40（8人）   | 04着 | R2:02:5（34.2）     | -0.5  | 0大野拓弥   | 56        | タイトルホルダー       | 498         |            |
| 0000.06.19 | 札幌   | 利尻特別           | 1勝  | 芝2000m（良） | 8     | 2     | 2     | 001.30（1人）   | 01着 | R1:59:8（33.0）     | -1.0  | 0大野拓弥   | 54        | （サトノハンター）     | 502         |            |
| 0000.08.15 | 札幌   | 藻岩山特別         | 2勝  | 芝2000m（良） | 9     | 6     | 6     | 001.40（1人）   | 01着 | R2:00:5（34.8）     | -0.7  | 0横山武史   | 54        | （プロース）           | 506         |            |
| 0000.09.20 | 中山   | セントライト記念   | GII  | 芝2200m（良） | 14    | 7     | 12    | 003.50（2人）   | 02着 | R2:12.4（35.1）     | -0.1  | 0戸崎圭太   | 56        | アサマノイタズラ       | 510         |            |
| 0000.12.04 | 阪神   | チャレンジC        | GIII | 芝2000m（良） | 11    | 8     | 11    | 001.70（1人）   | 01着 | R2:01.0（33.9）     | -0.6  | 0C.ルメール | 55        | （ヒートオンビート）   | 508         |            |
| 2022.09.25 | 中山   | オールカマー       | GII  | 芝2200m（良） | 13    | 4     | 4     | 003.80（2人）   | 13着 | R2:24.6（46.9）     | -11.9 | 0川田将雅   | 56        | ジェラルディーナ       | 508         |            |
| 0000.12.03 | 阪神   | チャレンジC        | GIII | 芝2000m（良） | 14    | 6     | 10    | 001.90（1人）   | 01着 | R1:57.5（35.1）     | -0.3  | 0C.ルメール | 56        | （ルビーカサブランカ） | 506         |            |
| 2023.02.26 | 中山   | 中山記念           | GII  | 芝1800m（良） | 14    | 4     | 6     | 002.30（1人）   | 09着 | R1:47.9（35.8）     | -0.8  | 0横山武史   | 57        | ヒシイグアス           | 518         |            |
| 0000.06.03 | 阪神   | 鳴尾記念           | GIII | 芝2000m（良） | 15    | 8     | 14    | 002.60（1人）   | 12着 | R1:59.8（36.1）     | -0.7  | 0C.ルメール | 57        | ボッケリーニ           | 508         |            |
| 0000.08.20 | 札幌   | 札幌記念           | GII  | 芝2000m（稍） | 15    | 1     | 1     | 007.90（4人）   | 03着 | R2:02.7（36.7）     | -1.2  | 0C.ルメール | 58        | プログノーシス         | 508         |            |
| 0000.10.21 | 東京   | 富士S              | GII  | 芝1600m（良） | 12    | 4     | 4     | 011.00（6人）   | 03着 | R1.32.0（34.4）     | -0.6  | 0池添謙一   | 57        | ナミュール             | 504         |            |
| 0000.11.19 | 京都   | マイルCS           | GI   | 芝1600m（良） | 16    | 4     | 8     | 038.10（9人）   | 12着 | R1:33.8（35.4）     | -1.3  | 0池添謙一   | 58        | ナミュール             | 498         |            |
| 2024.02.25 | 中山   | 中山記念           | GII  | 芝1800m（稍） | 16    | 1     | 2     | 011.10（5人）   | 12着 | R1:49.4（37.8）     | -1.3  | 0武豊       | 57        | マテンロウスカイ       | 520         |            |
| 0000.04.21 | 京都   | マイラーズC        | GII  | 芝1600m（稍） | 17    | 6     | 12    | 018.40（7人）   | 05着 | R1:33.4（35.3）     | -0.9  | 0池添謙一   | 57        | ソウルラッシュ         | 504         |            |
| 0000.05.11 | 東京   | 京王杯SC           | GII  | 芝1400m（良） | 15    | 2     | 3     | 008.50（5人）   | 07着 | R1:20.3（33.7）     | -0.6  | 0J.モレイラ | 57        | ウインマーベル         | 508         |            |

## 血統表
| ソーヴァリアントの血統      | ソーヴァリアントの血統                                                                | ソーヴァリアントの血統                                                                | （血統表の出典）                                                                      | （血統表の出典）  |
| 父系                        | サンデーサイレンス系                                                                  | サンデーサイレンス系                                                                  | サンデーサイレンス系                                                                  | [ § 2 ]           |
| 父 オルフェーヴル 2008 栗毛 | 父の父ステイゴールド 1994 黒鹿毛                                                      | *サンデーサイレンス                                                                   | Halo                                                                                  | Halo              |
| 父 オルフェーヴル 2008 栗毛 | 父の父ステイゴールド 1994 黒鹿毛                                                      | *サンデーサイレンス                                                                   | Wishing Well                                                                          |                   |
| 父 オルフェーヴル 2008 栗毛 | 父の父ステイゴールド 1994 黒鹿毛                                                      | ゴールデンサッシュ                                                                    | *ディクタス                                                                           | *ディクタス       |
| 父 オルフェーヴル 2008 栗毛 | 父の父ステイゴールド 1994 黒鹿毛                                                      | ゴールデンサッシュ                                                                    | ダイナサッシュ                                                                        |                   |
| 父 オルフェーヴル 2008 栗毛 | 父の母オリエンタルアート 1997 栗毛                                                    | メジロマックイーン                                                                    | メジロティターン                                                                      | メジロティターン  |
| 父 オルフェーヴル 2008 栗毛 | 父の母オリエンタルアート 1997 栗毛                                                    | メジロマックイーン                                                                    | メジロオーロラ                                                                        |                   |
| 父 オルフェーヴル 2008 栗毛 | 父の母オリエンタルアート 1997 栗毛                                                    | エレクトロアート                                                                      | *ノーザンテースト                                                                     | *ノーザンテースト |
| 父 オルフェーヴル 2008 栗毛 | 父の母オリエンタルアート 1997 栗毛                                                    | エレクトロアート                                                                      | *グランマスティーヴンス                                                               |                   |
| 母 ソーマジック 2005 鹿毛   | 母の父シンボリクリスエス 1999 黒鹿毛                                                  | Kris S.                                                                               | Roberto                                                                               | Roberto           |
| 母 ソーマジック 2005 鹿毛   | 母の父シンボリクリスエス 1999 黒鹿毛                                                  | Kris S.                                                                               | Sharp Queen                                                                           |                   |
| 母 ソーマジック 2005 鹿毛   | 母の父シンボリクリスエス 1999 黒鹿毛                                                  | Tee Kay                                                                               | Gold Meridian                                                                         | Gold Meridian     |
| 母 ソーマジック 2005 鹿毛   | 母の父シンボリクリスエス 1999 黒鹿毛                                                  | Tee Kay                                                                               | Tri Argo                                                                              |                   |
| 母 ソーマジック 2005 鹿毛   | 母の母*スーア Xua 1997 鹿毛                                                           | Fairy King                                                                            | Northern Dancer                                                                       | Northern Dancer   |
| 母 ソーマジック 2005 鹿毛   | 母の母*スーア Xua 1997 鹿毛                                                           | Fairy King                                                                            | Fairy Bridge                                                                          |                   |
| 母 ソーマジック 2005 鹿毛   | 母の母*スーア Xua 1997 鹿毛                                                           | Bold Starlet                                                                          | Precocious                                                                            | Precocious        |
| 母 ソーマジック 2005 鹿毛   | 母の母*スーア Xua 1997 鹿毛                                                           | Bold Starlet                                                                          | Cadasi                                                                                |                   |
| 母系(F-No.)                 | スーア(IRE)系(FN:16-f)                                                                | スーア(IRE)系(FN:16-f)                                                                | スーア(IRE)系(FN:16-f)                                                                | [ § 3 ]           |
| 5代内の近親交配             | ノーザンテースト 4×5＝9.38％、Northern Dancer 5×4＝9.38％、Hail to Reason 5×5＝6.25％ | ノーザンテースト 4×5＝9.38％、Northern Dancer 5×4＝9.38％、Hail to Reason 5×5＝6.25％ | ノーザンテースト 4×5＝9.38％、Northern Dancer 5×4＝9.38％、Hail to Reason 5×5＝6.25％ | [ § 4 ]           |
| 出典                        | 1. 2. 3. 4.                                                                           | 1. 2. 3. 4.                                                                           | 1. 2. 3. 4.                                                                           | 1. 2. 3. 4.       |

- 母ソーマジックは2008年アネモネステークス勝ち馬で桜花賞3着。
- 半姉マジックキャッスル（父ディープインパクト）は2021年愛知杯勝ち馬。
- 半妹ソーダズリング（父ハーツクライ）は2024年京都牝馬ステークス勝ち馬[23]。